# Pierre de Lupel
Pierre de Lupel est un avocat, propriétaire terrien et homme politique français, né le 14 janvier 1880 à Thiviers (Dordogne) et mort le 28 novembre 1929 à Paris.

## Biographie

### Famille

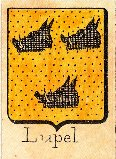
Armes de la maison de Lupel.

Pierre Marie Édouard de Lupel appartenait à la famille de Louvel, vieille famille noble originaire de Picardie, autorisée à changer son nom en « de Lupel » par ordonnance royale du 13 septembre 1820.
Cette famille de noblesse d'extraction (1546) fut reconnue noble par arrêt du parlement du 9 mars 1555, maintenue noble en 1699 sur preuves de 1546.
Il était le fils du comte Guillaume de Lupel (1854-1919) et d’Alix de Montalembert (1856-1942).
Par sa mère, il était l'arrière-petit-fils de Louis Victor Léon de Rochechouart, le neveu de Geoffroy de Montalembert (1850-1926), député du Nord, et le cousin germain de Geoffroy de Montalembert (1898-1993), député puis sénateur de Seine-maritime.
Il épouse Marguerite Desjardins, fille de Jules Desjardins et sœur de Charles Desjardins, qui furent tous deux députés de l’Aisne. Il est le père de Guillaume et Antoine de Lupel. 

### Début de carrière politique avant 1914
Avocat à Paris, il plaide peu et se consacre à la gestion de ses domaines agricoles dans la Somme. Ayant le goût de la politique, il devient le premier vice-président de la conférence Molé-Tocqueville.

### Officier pendant la Grande Guerre
Mobilisé le 2 août 1914 comme lieutenant d'infanterie, Pierre de Lupel est envoyé sur le front des Ardennes où, dès les premières semaines de la guerre, il abat en duel un officier allemand.

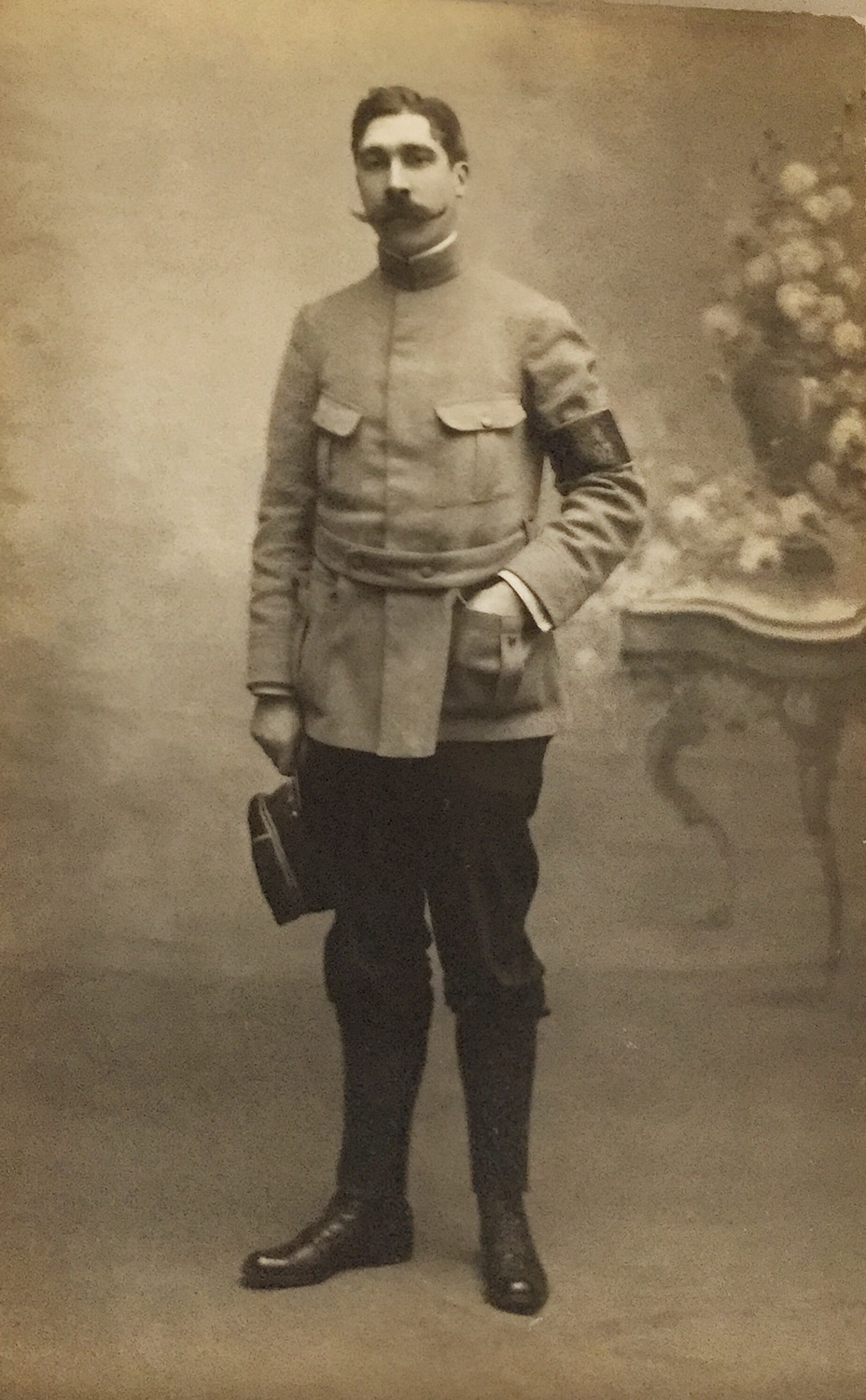
Pierre de Lupel, capitaine d'infanterie, en 1915.

Maurice Thiéry relate ce fait dans L'Héroïsme français pendant la guerre 1914-1918 :

« Le 28 août 1914, un bataillon d'infanterie entrait à Mézières, où il devait garder les ponts de la Meuse. Arrivé à hauteur du pont du chemin de fer, l'officier commandant la pointe d'avant-garde est avisé qu'une patrouille allemande est cachée dans la gare. Il s'y rend aussitôt avec une escouade et se trouve bientôt en contact avec un détachement ennemi commandé par un officier. Un combat très vif s'engage à travers les tas de charbon et les bâtiments de la gare. Aidé du reste de sa section, l'officier français arrive à disperser l'ennemi et poursuit l'officier allemand qui pénètre dans le dépôt des machines ; il le découvre, dissimulé derrière un tender. Les deux hommes se dévisagent, un accord tacite s'établit entre eux, et tous deux, à quinze pas, se placent dans la position du duel. « Veuillez tirer ! » lui crie le Français, l'Allemand tire, mais manque son but. Le Français lève alors le bras, et d'une balle abat son adversaire. Il sort du dépôt, aide ses soldats à jeter dans la Meuse ce qui reste de l'ennemi, et reprend sa marche à la tête du bataillon. L'officier était le lieutenant de Lupel. Cette altitude si crâne et d'une courtoisie si française, tranchant avec certains procédés odieux de l'ennemi, méritait d'être signalée. »

Thomas Herbert Russel rapporte aussi ce fait dans America’s War For Humanity :
« Lieutenant de Lupel of the French army is said to have endeared himself to his command by a most unusual exhibition of what they are pleased to term “old-fashioned French gallantry”. Accompanied by a few men, Lieutenant de Lupel succeeded in surrounding a German detachment occupying the station at Mezieres.  The Lieutenant, on searching the premises, came upon the German officer hiding behind a stack of coal.  Both men leveled their guns, and for a moment faced each other. »
« “After you”, finally said the Frenchman courteously. The German fired and missed, and Lieutenant de Lupel killed his man.The French soldiers cheered their leader, and he has been praised everywhere for his action " »
À la bataille de la Marne de 1914, Pierre de Lupel est blessé une première fois et, à peine rétabli, il repart au front. En août 1915, il est blessé une deuxième fois à Flirey en Lorraine. Guéri, il demande à rejoindre son régiment sans attendre son tour de départ. Il est promu capitaine.
Le 2 avril 1916, à la bataille de Verdun, à la tête de sa compagnie de mitrailleuses, il défend avec héroïsme sa position et repousse les attaques de l'infanterie allemande. Lors de cet engagement, il est à nouveau blessé, mais grièvement cette fois.
Le 15 avril 1916 à l'ordre du jour, il fait l'objet de la citation suivante, : 

Le général Alby, commandant le groupement nord-ouest de la défense de Verdun, cite à l’ordre du jour le capitaine de Lupel  (Pierre-Marie-Édouard), commandant la compagnie de mitrailleuses de la 97e brigade d’infanterie : 

« Le 2 avril 1916, chargé avec ses seules sections de mitrailleuses de maintenir à tout prix une position particulièrement délicate, s’est acquitté avec héroïsme de sa mission ; sous un violent bombardement a pu, pendant toute une journée, repousser les attaques répétées de l’infanterie allemande sans perdre un pouce de terrain. Officier doué des plus belles qualités militaires, véritable entraîneur d’hommes, fait l’admiration de tous par la simplicité et le mépris de la mort dont il a toujours fait preuve dans l’accomplissement de son devoir. »

Déclaré inapte au service armé, il est affecté à l’état-major du maréchal Foch qui le charge de missions en Roumanie puis en Russie. Fait prisonnier à Moscou par les révolutionnaires, puis condamné à mort, il réussit à s'échapper,.
Après l'armistice du 11 novembre 1918, il est envoyé à Fiume, Prague et enfin à Varsovie où il contribue à la formation de la nouvelle armée polonaise.

### Retour à la vie politique et mort en fonctions

#### Au service de la politique locale
Le retour à la paix lui permet de regagner ses terres de Warvillers, dans la Somme.  
Physiquement très éprouvé par ses blessures de guerre, il reprend ses activités agricoles et s'emploie généreusement à mettre ses connaissances au profit de son village et du développement du Santerre, notamment par les coopératives dont il devient administrateur.  
Il contribue à la réorganisation de la vie régionale et à la reconstruction des régions dévastées par les combats de la première guerre mondiale. 
En 1920, il est élu maire de Warvillers, succédant à son père qui avait exercé cette charge pendant trente-deux ans. 
Sur le plan national, hostile à la formation du Cartel des gauches, il défend la politique d'union nationale de Raymond Poincaré et se présente aux élections législatives du 11 mai 1924. Candidat dans la Somme sur la liste républicaine d'union nationale et sociale, il n'est pas élu, la plupart des sièges ayant été emportés dans la Somme par la liste présentée par les radicaux et radicaux-socialistes.

#### Retour à la Chambre des députés
Mais la popularité de la gauche s'atténue en 1926 avec l'aggravation des difficultés financières et, aux élections d'avril 1928, les modérés triomphent. C'est alors que, dénonçant la politique du cartel qu'il accuse d'être un véritable « gâchis », Pierre de Lupel se présente pour la seconde fois aux élections législatives pour lesquelles le scrutin majoritaire uninominal avait été rétabli. Il est élu le 29 avril 1928 dans la circonscription de Montdidier, au second tour de scrutin, par 5.387 voix contre 5.141 à son principal adversaire, Tonnellier, sur 12.459 votants.
À la Chambre, il siège parmi les républicains de gauche. Secrétaire de la Chambre, membre des commissions des régions libérées et de l'aéronautique, Pierre de Lupel ne connaît que la première année de cette 14e législature. Les séquelles de ses blessures ne lui permettent pas de prendre une part active aux travaux de la Chambre et de défendre les intérêts de l'agriculture comme il s'y était engagé.

#### Mort
En 1929, il est élu conseiller général du canton de Rosières, en remplacement de Louis-Lucien Klotz, mais son état de santé ne lui permet pas de siéger durant plus d'une session.
Après plusieurs mois d'inactivité due à la maladie, Pierre de Lupel s'éteint à Paris, le 29 novembre 1929, à l’âge de 49 ans.

## Décorations
Pierre de Lupel était chevalier de la Légion d’honneur à titre militaire et avait reçu la croix de guerre, les insignes de l'ordre de Michel le Brave  de Roumanie et celles de l’ordre de l'Aigle blanc de Serbie.